# Pahiño
Manuel Fernández Fernández dit « Pahiño », né le 21 janvier 1923 à Vigo et mort le 12 juin 2012 à Madrid, est un footballeur espagnol des années 1940 et 1950. Il était attaquant.

## Biographie

### En club
Né en Galice, il fait ses classes dans des équipes régionales comme Navia CF (es) et Arenas de Alcabre. Puis en 1943, il est recruté par le Celta de Vigo. Avec ce club, il est finaliste de la coupe d'Espagne en 1948 et termine Pichichi avec 23 buts inscrits. Fort de ce titre, il signe ensuite au Real Madrid, ne remportant aucun titre mais il remporte une deuxième fois le titre de Pichichi avec 28 buts en 1952. Il signe au Deportivo La Corogne, sans rien remporter. Il prend brièvement la tête de l'équipe en février 1956 après le départ de l'entraîneur Rodrigo García Vizoso. Il finit sa carrière en deuxième division, au Granada CF, remportant au passage la D2 en 1957, son seul titre officiel.

### En sélection
Pahiño est international espagnol à trois reprises (1948-1955) pour trois buts inscrits. Le 20 novembre 1948 à Zurich, il honore sa première sélection contre la Suisse, qui se solde par un match nul (3-3) et il inscrit un but à la 7e minute. Sa deuxième sélection, honorée à Barcelone contre la Belgique, se solde par un match nul (1-1). Il n'inscrit aucun but. Sa dernière sélection est honorée le 27 novembre 1955 (soit six ans après sa deuxième sélection), contre l'Irlande, et se solde par un match nul (2-2), mais il inscrit les deux buts espagnols (à la 25e et à la 44e minute). Il ne connaît en sélection que des matchs nuls.

## Clubs

### Joueur
- 1939-1940 :  Navia CF (es)
- 1940-1943 :  Arenas de Alcabre
- 1943-1948 :  Celta Vigo
- 1948-1953 :  Real Madrid
- 1953-1956 :  Deportivo La Corogne
- 1956-1957 :  Grenade CF

### Entraîneur
1er février-20 février 1956:  Deportivo La Corogne (intérim)

## Palmarès
- Coupe d'Espagne de football
  - Finaliste en 1948

- Meilleur buteur du championnat espagnol

- - Récompensé en 1948 et en 1952

- Championnat d'Espagne de football D2
  - Champion en 1957